# 安德的游戏
《安德的游戏》（英語：Ender's Game，又译《安德的遊戲》、《致命兒戲》）是一部於1985年出版的軍事科幻小說，由美國作家奥森·斯科特·卡德所著，剧情设定于不久的未来，人类面临因类似昆虫而被称为蟲族的外星生物的毀滅性威脅，於是人类联合起来，对虫族进行孤注一掷的反擊。为了指挥这場战役，人类在地球上寻找具有军事天才的少年，并且送到国际舰队（International Fleet）去接受军事训练，期望他们中有一个人能成为理想的指挥官。
該小說原本只是一部短篇小說《戰爭遊戲》，並發表於1977年8月份的《模擬：科幻與現實》雜誌上。此後，卡德陸續發表了一些續作和平行作品，構成了一系列的科幻小說作品。卡德在1991年出版小說的修訂版，除了修改語句和內容外，也更新了一些涉及現實的政治內容，以便更準確地反映時代；如蘇聯的解體。
該小說收穫許多主流書評的正面評價，但其暴力元素遭到詬病。《戰爭遊戲》也曾成為軍事組織的推薦選書，如美國海軍陸戰隊。《戰爭遊戲》榮獲1985年星雲獎及1986年雨果獎兩項大獎的最佳小說獎。
《戰爭遊戲》的續集包含《死者代言人》、《屠異》、《意念之子》及《安德的流亡》，講述安德在後續旅程中到達銀河裡各個不同的世界。此外，而後的中篇小說《安德的禮物》和《安德的影子》之背景皆設在最原始的時期。同名改編電影由蓋文·胡德執導，阿薩·巴特菲德主演並詮釋安德，電影於2013年10月上映。卡德擔任該片的製片人，同時也在其中客串配音。《戰爭遊戲》也被漫威漫畫改編成了漫畫。

## 劇情大綱

### 背景
故事发生在未来，当时地球已经一次遭遇过虫族的进攻，国际舰队认为必须在世界各地寻找天资聪颖的孩童，自幼便送到国际舰队训练儿童的空间站（“战斗学校”）进行训练，把他们塑造成军事奇才，人类方可有存活的希望。

### 主角出身
主角安德鲁·维京，绰号安德（Ender，有「老么」或「终结者」之义），是美国男孩，有一兄一姊。在卡德笔下的未来世界里，世界由于人口过多，因而实行严格的计划生育政策，三胎以上是绝对不允许的。安德的父母生下安德的哥哥彼德（Peter）和姐姐瓦伦蒂（Valentine）时，国际舰队发现两个孩子都是神童，但是由于彼德暴戾无情，瓦伦蒂又过于温柔，国际舰队认为他们不能在军事方面成才，因此特地准许安德的父母生下第三个孩子，即安德。
安德也是个神童，很早就表露出他的天才和智慧。他自小就受到哥哥的欺负和折磨，姐姐则不惜一切代价保护安德。同时由于安德才智出众，因此国际舰队，特别是战斗学校的校长，安德的秘密指导者希伦·格拉夫（Hyrum Graff）上校，相信他是人类的最后希望，在他六岁的时候就把他送到了战斗学校。

### 戰鬥學校
在战斗学校裡，安德不但要学习在「戰鬥室」中，與其他学生组成军队进行無重力模拟战斗，同时也要面对其他学生的妒忌、陷害以及各种其他尔虞我诈的行为，甚至連教師都在營造孤立安德的環境。因为他在战略和领导力上的不世天才，也因为教师的严格磨練和同儕間的激烈競爭，他在战斗学校的进阶速度比其他学生要快得多，成績也是名列前茅。
安德首先面對的是新生训练，在这期间，他结识了阿莱（Alai），爾後成為他最要好的朋友之一。不久，校方提前结束了安德的新生训练，史無前例地讓年僅6歲的學生升級參加「战队」（Army）。安德加入的战队名为火蜥蜴（Salamander Army），火蜥蜴的队长波让·马利德（Bonzo Madrid）是個心胸狭隘、颇有暴力倾向的人，他不断地欺负、排擠年幼的安德，不让他参加训练或者战斗，幸亏同樣在火蜥蜴對中遭到波让排挤的女神枪手佩查·阿卡利（Petra Arkanian）對安德頗為照顾。在一次战斗中，安德违反了队长波让的不得开火的指令，使火蜥蜴反败为胜，然而結果波让不僅向安德拳腳相向，還把安德交易到野鼠战队（Rat Army）。
在野鼠战队，安德结识了丁·米克（Dink Meeker）。在和丁的谈话中，丁向安德坦言，他认为虫族的威胁其实并不存在，国际舰队为了保住政治权力才设立了战斗学校，而战斗学校中的儿童被剥夺了他们應有的正常童年，成为了政治斗争中无谓的牺牲品。虽然安德不同意丁的论点（事实后来也证明丁·米克的论点是错误的），但是安德也因此学到了不應轻易相信他人的言論。
后来安德又转到佩查·阿卡利的凤凰战队（Phoenix Army），并且进步奇快，不久便成为全校最佳的战士。同时，战斗学校的网络中运行的心理游戏《巨人的毒飲》也对安德进行了心理训练。这个游戏程序在某种程度上有自己的自主意识，同时也被愤世嫉俗但是好心的格拉夫上校操控。
與此同時，在地球上，彼德透過網路，用「洛克」為筆名發表政治觀點，希望能對世界時局有所影響。雖然瓦伦蒂不完全信任彼德，但還是加入他的計畫，以筆名「德摩斯梯尼」發表與「洛克」相反的觀點。彼德採用瓦伦蒂的個性，用「洛克」發表較具有同理心的論述，並要求瓦伦蒂按照他的指示，以「德摩斯梯尼」的身分發表激進且具攻擊性和煽動性的文章。兩人的文章很快就造成一定的影響力，連政府都密切關注。
因为安德的学习速度飛快，校方将他提前提升为新组建的飞龙战队（Dragon Army）的指挥官。飞龙战队本来是由一群新手所组成，但在安德的带领，五名分队长韩楚（Han Tzu）、疯子汤姆（Crazy Tom）、弗拉德（Vlad）、莫洛（Fly Molo）、达坡（Dumper）的辅佐，和队中的超凡天才豆子（Bean）的协助下，飞龙战队迅速成为百战无一败的超级战队，让所有学生刮目相看，但同时也招来了怨恨和妒嫉。
安德在學時的第一个队长，波让·马利德因为嫉妒安德的能力，而试图谋杀安德，不過最後卻演變成安德为了自卫，杀死了波让。安德因此经历了一次心理崩溃，但最後在他的姐姐瓦伦蒂的帮助下走出了阴影。

### 指揮學校
在几个月的法庭审理之后，安德提前6年被提升到位於愛神星的高级指挥学校，跳过了战术学校和初级指挥学校的学习，开始在电脑上进行和虫族的模拟战争游戏。同时安德在
学校的一些好友，如豆子、阿莱、佩查、丁·米克、以及飞龙战队的五名分队长，也被派来作安德的属下。国际舰队更事先将前一次虫族战争的英雄马泽·雷汉送上近光速旅行，延长生命，使他可以成为安德的教官。在一次又一次的模拟指挥训练中，安德和其他的天才儿童们虽然战无不胜，但是由于训练严格，以及噩梦造成的睡眠不足，使得安德在最后的考试中使用了超级的战术武器：设备医生（Dr. Device）。设备医生一旦使用，便会使任何物体化为灰烬，安德为了攻击敌人的要害，竟然用设备医生把敌人的主星球毁灭。
但是安德不知道的是，其实他所指挥的并非模拟考试。在最后一段训练中，安德实际上在通过超光速的安塞波通讯来指挥真实的战斗，他和其他隊友在“训练”中的胜利其实是人类舰队对虫族舰队的胜利。而在最后的“考试”实际上是人虫之间的决战，安德在完全不知情的情况下把虫族的母星和所有的虫族女王完全毁灭。在战斗后，安德才发现他始终被国际舰队利用，最终竟然灭绝了整个虫族，年仅11岁的他成了亘古未有的大屠杀者，因此陷入又一次心理崩溃。

### 戰後
在虫族的威胁消失后，地球上的列强马上爆发了内战。虽然战争只持续了5天，但是人类回归列强争霸的形势已成定局。安德此时不但具有非凡的战争天才，而且他也成为全人类的英雄，极易被政治力量利用。因此，他被禁止返回地球，而和他的姐姐瓦伦蒂等人送上了人类的第一个殖民舰队，去开发虫族灭亡后所遗留的星球。他之后成为人类第一个外星殖民地的政府长官。

### 死者代言人之旅
安德的声名被人們迅速忘懷，但是他仍旧在殖民地受到尊敬。在前往殖民地的路上，他就已经发现有一些虫族使用了通心术和他交流，这也是他在高级指挥学校的噩梦的来源。通过虫族建造的建築和與战斗学校的心理游戏《巨人的毒飲》的关联，安德了解到，虫族之战起源于双方的误解和沟通困难，以及虫族仍有最后一个女王存活了下来。安德寫下並發表一本講述虫族故事的書《虫族女王》（The Hive Queen），署名「亡靈代言人」。
當上地球聯盟大統領的彼得在年老時，透過即時通訊系統與安德聯繫，告訴他自己的人生點滴，希望安德能擔任他的亡靈代言人。彼得死後，安德又發表了一本書《霸主》（The Hegemon），記述彼得的故事，並同樣署名亡靈代言人。之後，安德带上了在茧中沉睡的女王，和姐姐瓦伦蒂踏上了寻找适合虫族复兴的和平星球的星際旅程。

## 創作與出版

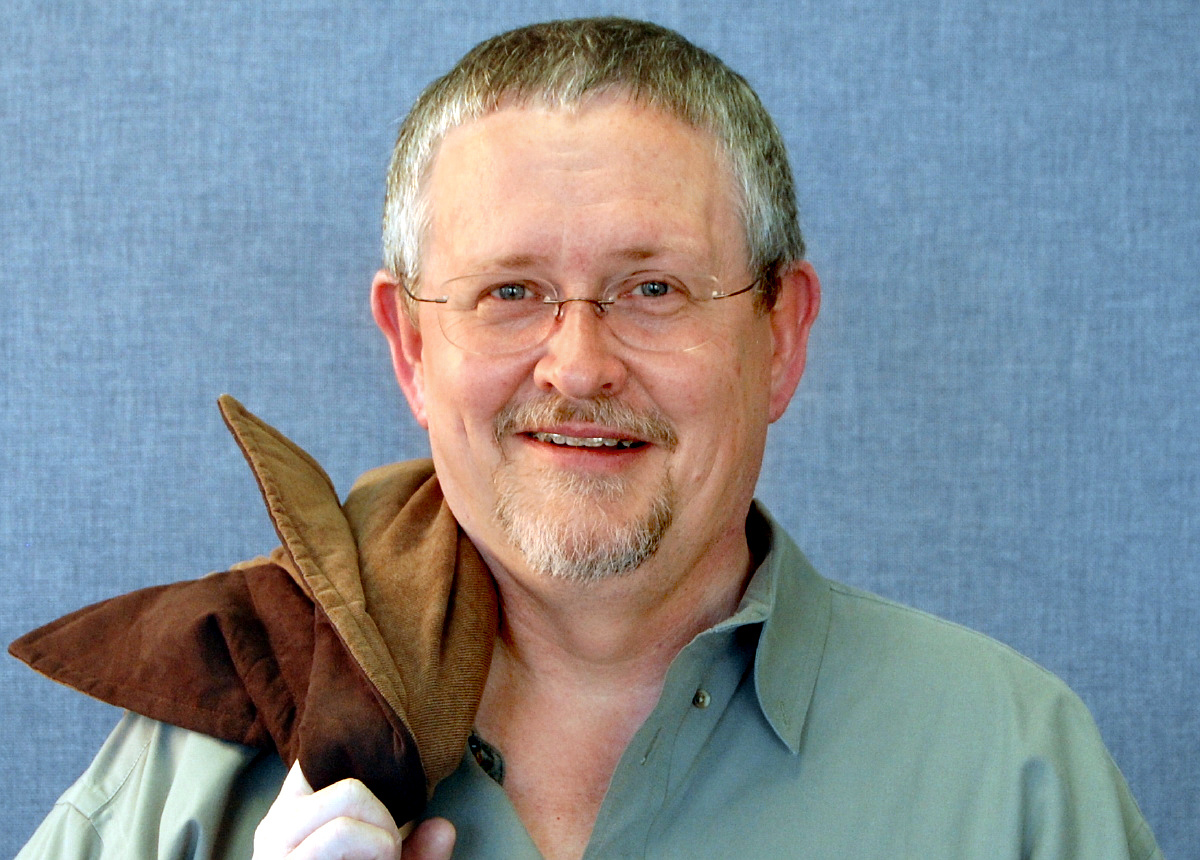
《戰爭遊戲》作者奥森·斯科特·卡德（2008年）

美國作家奥森·斯科特·卡德在16歲時讀到了俄羅斯美籍猶太人作家艾萨克·阿西莫夫的小說基地系列，並深受震撼。結合小說內容和兄長的從軍經驗，卡德有了一個想法：要怎麼在微重力狀態下訓練士兵？卡德在後記中寫道，雖然「戰鬥室」的點子已經成形，但他完全不曉得如何找到一個角色、說出一個故事。在多年後，初入文壇的卡德創作了一部短篇小說《戰爭遊戲》，寄給《模擬：科幻與現實》雜誌的班·波瓦（Ben Bova），但波瓦拒絕刊登。卡德之後嘗試了其他幾個管道，最後將故事稍作修改，重新寄給波瓦審核。波瓦同意將其發表於1977年8月份的雜誌上。這篇短篇小說獲得雨果獎的提名，得到第二高票，並讓卡德榮獲1978年的約翰·W·坎貝爾最佳新作家獎。
1984年，33歲的卡德將短篇小說擴展成長篇小說。短篇小說只有簡略介紹了安德在战斗学校和高級指揮學校的經歷，而後來的長篇小說則涵蓋更多安德的人生故事。在長篇小說誕生前，卡德寫了一篇草稿，也就是後來的作品《死者代言人》。在對《戰爭遊戲》20週年紀念版有聲書，以及1991年出版的最終版本的評論音軌中，卡德表示，將《戰爭遊戲》寫成長篇小說的目的其實是為了確立安德的角色，好讓他在《死者代言人》中擔任「代言人」的身分。卡德在1991年最終版本的引言中，提到美國史學家布鲁斯·卡顿有關南北战争的作品也讓他有所啟發。
對於書中的暴力內容，卡德在接受網站《沙龍》採訪時表示，這些內容並不是因為他有過類似經歷，而是與身為一個非暴力主義者有關。卡德說道，「我始終不了解（暴力）這種衝動，我也試著去探索和觀察。（……）我認為暴力本身有時是必要的，但依舊很恐怖。當人們訴諸暴力時，我會嘗試著發掘他們要怎樣對自己交代」。
《戰爭遊戲》於1985年1月首度出版。紙本版上市1年後，該小說的線上版在Delphi上發布，成為當時第一部推出線上版本的科幻小說。
2013年，在接受《猶他新聞》採訪時，卡德表示，「《戰爭遊戲》遠遠不是我最滿意的作品，但是我獲得最大迴響的作品」。

## 主題
卡德在後記中提到，《戰爭遊戲》是一個有關資優兒童的故事，一個有關軍人的故事，也可以是一個革命宣傳品，甚至有人解讀成一個宗教故事，而且大家對該小說的利用也各有不同。對此，卡德表示，「這些都很合理，因為讀者們都會把自己放進這個故事中，不只是當旁觀者，而是參與者。所以他們不光是透過我的眼睛看《戰爭遊戲》，也是透過他們自己的眼睛」，並說「真正的故事，是讀者們（自己）在心中創造的」。
《连线》雜誌的編者尚恩·史諾（Shane Snow）認為《戰爭遊戲》是一個「講述戰爭和偏見所帶來的重大危險，而且深入人性的故事」。《衛報》的一名編者則覺得，《戰爭遊戲》的主題是「愛、恨、偏見、力量和勇氣」。

## 反響

### 正面評價與榮譽
大多數評論家給予《戰爭遊戲》正面的評價。《紐約時報》的編者傑拉德·喬納斯（Gerald Jonas）認為，該小說的劇情大綱類似「Z級科幻片」，不過就算題材看似無望，卡德仍將小說元素塑造的相當成功。喬納斯進一步稱讚了主角安德鲁·维京的角色發展，「時而可愛時而討人厭，十足是個穿著短褲的縮小版拿破仑」。《科克斯書評》則稱《戰爭遊戲》是一個「單調但令人滿意的兒童戰士故事」，相當迷人，且細節處理的「相當天才」，比卡德過去的長篇文學作品都還「紮實、成熟且具說服力」。美國女記者兼作家唐娜·明柯維茨於2000年表示，《戰爭遊戲》是她最喜歡的書之一。2012年，《衛報》的一名編者表示，「我會向讀者們推薦這本書，因為它令人興奮、蘊含深意且劇情難以預測」。《连线》雜誌的編者尚恩·史諾在2013年的一篇文章中，稱讚《戰爭遊戲》引人入勝的程度讓人「讀到欲罷不能，直到書頁掉光為止」。
《戰爭遊戲》榮獲1985年的星雲獎最佳小說獎，以及1986年的雨果獎最佳小說獎，包辦了科幻界最負盛名的兩項大獎。此外，該小說也入圍了1986年的軌跡獎。2000年，《戰爭遊戲》名列美國圖書館協會選出的 「百大青少年讀物」名單中。2008年，卡德憑藉著作品《戰爭遊戲》和續作《安德的影子》（1999年）榮獲瑪格麗特·A·愛德華茲獎，表彰他對青少年文學的貢獻。《戰爭遊戲》後來也被收錄進達米恩·布羅德里克的書《科幻：1985年至2010年間的101部最佳小說》（Science Fiction: The 101 Best Novels 1985–2010）。
其餘獎項或榮譽如下：
| 年份   | 國家 | 頒獎單位                | 獎項                         | 排名 | 來源   |
| ------ | ---- | ----------------------- | ---------------------------- | ---- | ------ |
| 1999年 | 美國 | Amazon.com              | 世紀之最：千禧年最佳書籍票選 | 32   | [ 60 ] |
| 1999年 | 美國 | 現代圖書館公司          | 20世紀百大英文小說：讀者票選 | 59   | [ 61 ] |
| 2011年 | 美國 | 全国公共广播电台（NPR） | 百大科幻、奇幻小說：讀者票選 | 3    | [ 62 ] |
| 2012年 | 美國 | 《軌跡》                | 20世紀最佳科幻小說：讀者票選 | 2    | [ 63 ] |
| 2012年 | 美國 | 《出版者周刊》          | 2012年年度最暢銷科幻小說     | 1    | [ 64 ] |
| 2013年 | 美國 | 科学频道                | 史上十大科幻小說             | 5    | [ 65 ] |

在2013年6月9日、8月11日、9月1日、9月8日、10月27日、11月3日、11月10日和11月24日，《戰爭遊戲》登上《紐約時報》在週末列出的「最暢銷的平裝大眾小說」榜首。

### 負面評價
該小說的暴力元素遭到了部分人士的批評。美國科幻女作家伊萊恩·瑞芙認為卡德刻意用安德這個角色來隱喻阿道夫·希特勒，並批評書中的暴力情節，特別是和主角安德有關的部分。不過，美國作家約翰·凱賽爾在他的文章中反駁了瑞芙的批評，寫道「安德解決了他的敵人，而且道德觀依舊純潔無瑕。他什麼錯都沒有」。2014年，作家諾亞·柏拉斯基（Noah Berlatsky）在刊登於雜誌《大西洋》上的一篇文章中表示，《戰爭遊戲》根本是在聲明「西方勢力拓展和種族清洗」是正當的。除了暴力元素外，卡德也表示，書中對資優兒童的描繪被一些家長批評「不真實」，而簡單易讀的內容也被一些支持深奧晦澀文學的文壇專業人士瞧不起。

### 其他
專門教育美国海军陆战队成員的海軍陸戰隊大學一開始將《戰爭遊戲》列入較低位階學員的推薦閱讀書單中，而後來也將其推薦給候補軍官和海軍學校學員閱讀。《戰爭遊戲》也被海軍陸戰隊的約翰·F·史密特上尉（Captain John F. Schmitt）採用，當作任教科目的教材。除此之外，勒瓊營也對《戰爭遊戲》青睞有加，認為其「在教學方式、領導力和道德等方面都給我們上了一課」，並表示，「《戰爭遊戲》一直以來都是推薦書單上的常客」。
北卡羅萊納州阿帕拉契山州立大學沃特加學院的科際整合課程也採用了《戰爭遊戲》為教材，當作「個人解決問題和激發創意」的參考書。除了成人圈外，卡德在後記中表示，《戰爭遊戲》尤其受到兒童們的喜愛，成功引起共鳴。卡德認為這種現象的原因，是該小說肯定了兒童的特質。他提到，猶他州普若佛市法瑞爾初中圖書館的館員曾告訴他，「《戰爭遊戲》是我們失竊最嚴重的一本書」。

## 修訂版
1991年，卡德對《戰爭遊戲》進行了小幅修訂，改動的部分包含更正錯誤、修改矛盾之處和修飾文字。另外，在修訂版中，卡德也更新了一些涉及現實的政治內容，以便更準確地反映時代；如蘇聯的解體。在後續作品《安德的流亡》（2008年）的後記中，卡德表示，他更改了《戰爭遊戲》第15章的許多細節，好為後續作品鋪路。

## 後續作品
《戰爭遊戲》出版後，卡德接著發表了多部續集：在《戰爭遊戲》之前構思的《死者代言人》（1986年），和《屠異》（1991年）、《意念之子》（1996年）和《安德的流亡》（2008年），講述安德在後續旅程中到達銀河裡各個不同世界的故事。其中，《安德的流亡》部分銜接了《戰爭遊戲》末尾的劇情。此外，卡德也出版了背景設定與《戰爭遊戲》同步的平行中篇小說《安德的影子》（1996年）和《安德的禮物》（2007年），兩者採用不同的角色來敘事，前者是安德的天才隊友豆子，後者則是戰鬥學校的另一個學生塞克·摩根（Zeck Morgan，並未出現在《戰爭遊戲》中）。
2013年，在接受《猶他新聞》採訪時，卡德表示，「多年來我一直在調整《戰爭遊戲》的故事，第一次是將短篇小說發展成長篇小說，第二次是《安德的影子》，再來就是《安德的流亡》」。

## 改編作品

### 電影

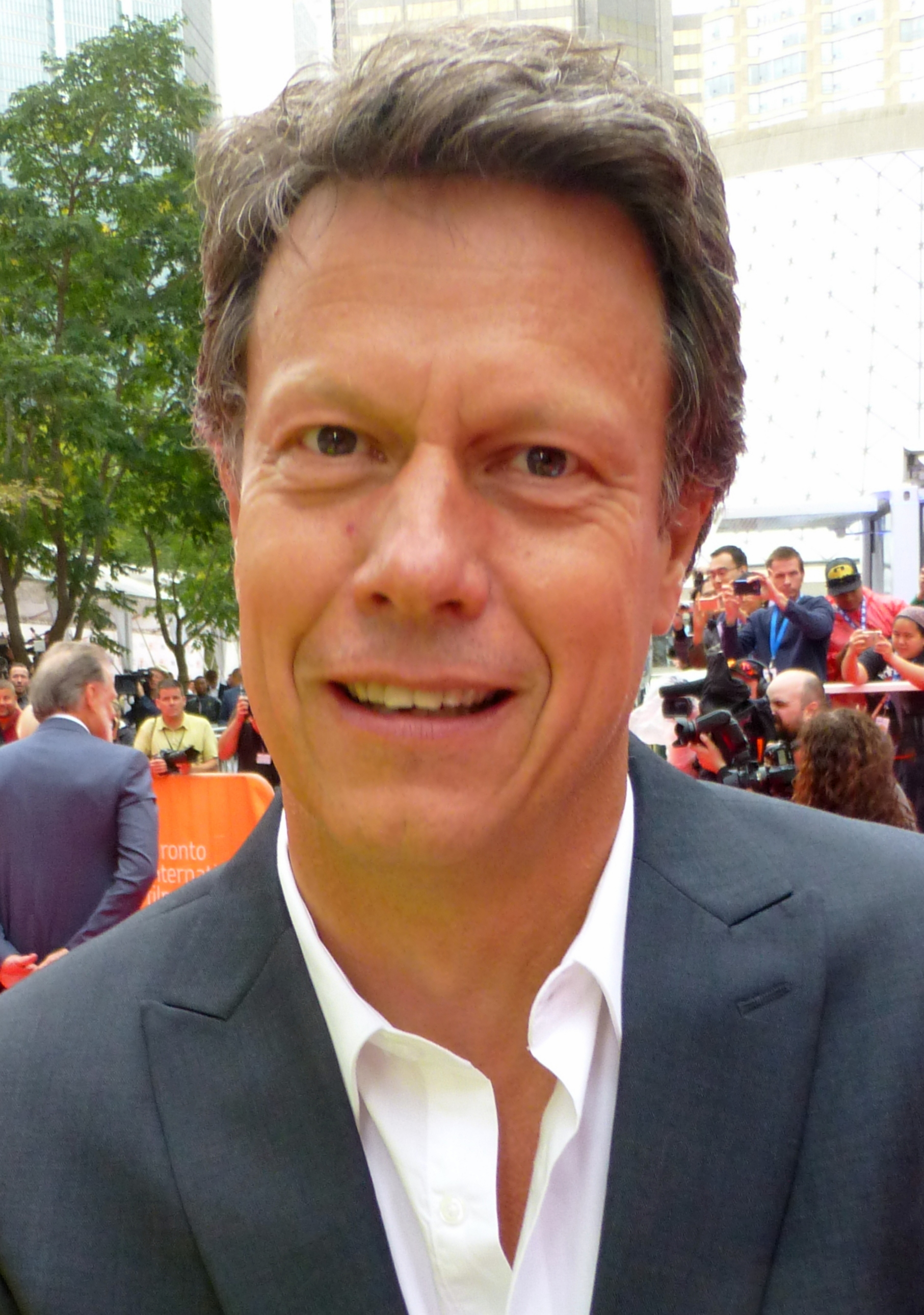
改編電影的導演加文·胡德（2015年）

《戰爭遊戲》於1985年出版後，許多好萊塢的片商前來叩關，但卡德始終不答應。1996年之後，卡德決定自行創作劇本，前後一共進行了六次左右。卡德在受訪時表示，《戰爭遊戲》是不適合搬上大螢幕的，因為有很多安德的內心戲，而且對於那些沒讀過原著的人而言不太好懂。2009年2月，卡德表示，他已經為製片公司OddLot Entertainment（現名MWM Studios）完成了一份劇本。隔年9月，加文·胡德簽約執導電影版。2011年4月，據報導，頂峰娛樂將資助該片的製作，並擔任發行商。2011年年底，兩位主角安德和格拉夫上校的演員敲定，分別是阿萨·巴特菲尔德和哈里森·福特。卡德本人出任該片的製片人，同時也在片中以聲音客串。電影於2012年2月底在美國的新奥尔良開拍，並於2013年11月1日在美國院線上映，影評人對該片的評價整體而言褒貶不一。該片的全球票房僅1.25億美元，對比其高額成本，《綜藝》雜誌將該片列為「2013年好萊塢最大的票房炸弹」。

### 電子遊戲
2008年，據報導，《戰爭遊戲》的電子遊戲正在製作當中，標題為《戰爭遊戲：戰鬥室》（Ender's Game: Battle Room），預計以數位形式發行，可在任何提供下載功能的平台遊玩。遊戲由曾製作Xbox Live Arcade遊戲《Undertow》和《闇影帝國》的Chair Entertainment開發。官方透露的遊戲訊息很少，只有提到這款遊戲設定在「安德宇宙」中，並且會以原著中用來模擬戰鬥的「戰鬥室」為重點。2010年12月，據報導，《戰爭遊戲：戰鬥室》的開發作業已經中止，整個計劃被無限期擱置。卡德也曾與Amaze Entertainment簽過有關《戰爭遊戲》改編電子遊戲的合約，但最後並沒有付諸實現。

### 漫畫
2008年4月19日，漫威漫畫與卡德宣布，他們將出版《戰爭遊戲》的改編限量系列漫畫，且未來其他的《戰爭遊戲》系列作品也會全部改編成漫畫。卡德表示，此舉是讓《戰爭遊戲》不再只是文字，且讀者能看見畫面的第一步。。2008年年底，首兩套漫畫正式出版，第一套漫畫共有五期，名為《戰爭遊戲：戰鬥學校》（Ender's Game: Battle School），由克里斯多夫·尤斯特創作，而第二套漫畫也有五期，名為《安德闇影：戰鬥學校》（Ender's Shadow: Battle School），由麥克·凱利創作。後續漫畫陸陸續續地出版，最新的一套於2012年出版。

### 廣播劇
卡德後來將《戰爭遊戲》改編成廣播劇《戰爭遊戲不死：全角色廣播劇》（Ender's Game Alive: The Full Cast Audioplay），於2013年由Audible.com推出。該劇共動用了30名配音員，來為100多個角色配音。

## 影響
在恩斯特·克萊恩創作的2015年科幻小說《一級艦隊》中，《戰爭遊戲》扮演著重要的角色。

## 中譯本
- 奧森·斯科特·卡德; 李毅譯. . 成都: 四川科學技術. 2003: 共327頁. ISBN 978-753-645-326-5 （中文（简体））.
- 歐森·史考特·卡德; 許文達譯. . 台北: 詠星藝能. 2005: 共378頁. ISBN 986-726-101-1 （中文（臺灣））.
- 奧森·斯科特·卡德; 譯者不明. . 星盒子. 2008. ISBN 978-986-83-7744-8 （中文（繁體））.
- 奧森·斯科特·卡德; 李毅譯. . 萬卷出版公司. 2010. ISBN 978-7-5470-1046-4 （中文（简体））.
- 奧森·斯科特·卡德; 李毅譯. . 廣西科學技術出版社. 2013: 共278頁. ISBN 978-7-5551-0021-8 （中文（简体））.
- 歐森·史考特·卡德; 尤傳莉譯. . 臺灣: 親子天下. 2013: 共415頁. ISBN 978-986-24-1690-7 （中文（臺灣））.
- 奧森·斯科特·卡德; 李毅譯. . 浙江文艺出版社. 2016: 共314頁. ISBN 978-7-5339-4494-0 （中文（简体））.

## 備註
1. ↑  在平行作品《安德的影子（英语：Ender's Shadow）》中，战队成员是《戰爭遊戲》系列（英语：Ender's Game (series)）的另一个主要角色豆子选择的[21]。
2. ↑  在平行作品《安德的影子》中，可以看到一些其他角色在此事件中的作用[23]。
3. 1 2  指在所愛之人去世後，代替他們誠實說出他們想要說的話。亡靈代言人後來成為一種宗教，在殖民地廣為流傳[33]。
4. 1 2  「猶他新聞」此一翻譯參考自[45]。